# 哨子 (食物)
哨子是中國江西省九江市修水縣的一種食物，外層是由毛芋头及红薯淀粉所製，內層則是鲜猪肉或腊肉，再加上香菇等配料，蒸煮後食用。哨子的製作技巧已在2010年6月已列入江西省省级第三批非物质文化遗产代表名录。